# Santiago María Ramírez Ruíz de Dulanto
Santiago María Ramírez Ruíz de Dulanto (Samiano, Burgos, 25 de julho de 1891 – Salamanca, 18 de dezembro de 1967) foi um frade dominicano, sacerdote, professor de filosofia e teologia, e notável tomista do século XX.   Participou do Concílio Vaticano II como perito. 

## Vida
Ramírez nasceu em 1891 em uma família de agricultores e ingressou no seminário maior católico de Logrono.  Posteriormente, ele saiu para entrar na Ordem dos Pregadores em 1911.  O seu noviciado ocorreu em Corias, Astúrias, e recebeu a tonsura em 1914.  Depois de completar seus estudos na Pontifícia Universidade de São Tomás de Aquino (também conhecida como Angelicum ) em Roma, foi ordenado sacerdote em 16 de julho de 1916.  Posteriormente, lecionou teologia e filosofia no Convento de San Esteban, Salamanca, na Universidade de Freiburg e no Instituto de Filosofia "Luis Vives". 
Em 1949, viajou aos Estados Unidos para participar do Capítulo Geral Dominicano, realizado na Casa Dominicana de Estudos em Washington, D.C., onde atuou na Comissão Capitular de Estudos ( De Studiis ). 
Em 1960, foi nomeado membro da Comissão Preparatória do Concílio Vaticano II.  Posteriormente, foi nomeado perito da Comissão Teológica do Concílio. 
Morreu em 1967 e foi sepultado no Convento de San Esteban, no chamado "Panteão dos Teólogos", ao lado de outros teólogos notáveis, incluindo Melchor Cano, Francisco de Vitória e Domingo de Soto.  